# Associació Internacional de la Taxonomia Vegetal
L'Associació Internacional per la Taxonomia Vegetal (The International Association for Plant Taxonomy, IAPT) és una organització científica sense ànim de lucre que promou la comprensió de la biodiversitat de les plantes, facilita la comunicació internacional de les recerques científiques entre botànics i supervisa les matèries sobre la uniformitat i l'estabilitat dels noms de les plantes. La IAPT es va fundar el 19 de juliol de 1950 en el Setè Congrés Internacional de Botànica d'Estocolm, Suècia. Actualment la seu central de l'IAPT es troba a Bratislava, Eslovàquia. Des de 2011 el presideix Vicki Funk de la Smithsonian Institution, Washington, DC., i el vicepresident és Sandra Knapp del Natural History Museum, de Londres, el secretari general és Karol Marhold de l'Institut de Botànica, de l'Acadèmia de Ciències Eslovaca de Bratislava.
Publica la revista Taxon i les sèries de llibres Regnum Vegetabile. Aquestes sèries inclouen el International Code of Botanical Nomenclature, l'Index Nominum Genericorum, i Index Herbarorium.

## Publicacions i recursos
Una manera com l'IAPT encoratja la comunicació entre botànics és a través de diverses publicacions incloent-hi la revista, les sèries i el codi citats. A més manté diverses bases de dades sobre taxonomia disponibles en internet.

### Taxon
Taxon és una revista que es publica des de 1951 per l'International Bureau for Plant Taxonomy and Nomenclature. Malgrat que la revista se "centra en la biologia evolutiva i sistemàtica amb èmfasi en la botànica", s'ha criticat que només se centra en la nomenclatura i menys en els principis i avenços en el camp de la sistemàtica de les plantes. Aquesta revista també publica propostes per la Secció de Nomenclatura de International Union of Biological Sciences.

### Regnum Vegetabile
Regnum Vegetabile és una publicació de sèries de llibres de temes d'interès per als taxonomistes de plantes que publica des de l'any 1953. Hi ha diversos volums d'ús general:
- International Code of Botanical Nomenclature. El ICBN és un conjunt de regles i recomanacions sobre els noms formals de les plantes. L'edició actual rep el nom de "Melbourne Code".
- International Code of Nomenclature for Cultivated Plants, 7a Edició (Vol. 144, 2005) referit als noms dels cultivars de plantes.
- Index Nominum Genericorum (Vols. 100-102 & 113) sobre noms de gèneres de plantes. Hi ha preparada una versió en línia a internet.
- Index Herbariorum, 7a Edició (Vol. 106, 1981) Una guia i directori als herbaris de tot el món. Està disponible a internet.
- International Directory of Botanical Gardens (Vol. 95, 1977) un directori de jardins botànics i arborètums del món.

### Bases de dades
- "Noms d'ús actual" ("Names in Current Use")[7] - Una base de dades de noms científics de gèneres biològics vivents actualment.